# 翼首花属
翼首花属（学名：Pterocephalus）也称蓬首花属，是忍冬科下的一个属，为草本、亚灌木或灌木植物。该属共有约25种，分布于欧洲、亚洲和热带非洲。

## 物种
本属包括以下物种：
- 裂叶翼首花 Pterocephalus bretschneideri
- Pterocephalus dumetorum
- 匙叶翼首花 Pterocephalus hookeri
- 蓬首花 Pterocephalus perennis